# Ken'ichi Matsuyama
Ken'ichi Matsuyama (松山 ケンイチ Matsuyama Ken'ichi?,  Mutsu, Prefectura de Aomori, 5 de marzo de 1985) es un actor japonés, afiliado a Horipro. Matsuyama es conocido por su afinidad a interpretar personajes extraños, siendo uno de sus roles más destacados el personaje de L en la serie de películas de Death Note.

## Vida personal
El 1 de abril de 2011, Matsuyama contrajo matrimonio con la también actriz Koyuki Katō, con quien actuó en la película Kamui Gaiden. La pareja le dio la bienvenida a su primer hijo en enero de 2012. Su segundo hijo nació en enero de 2013, mientras que su tercer hijo nació en julio de 2015.

## Filmografía

### Películas
| Año  | Título                                         | Papel                               | Notas              | Ref.   |
| ---- | ---------------------------------------------- | ----------------------------------- | ------------------ | ------ |
| 2003 | Wining Pass                                    | Kenta Kobayashi                     | papel principal    |        |
| 2003 | Bright Future                                  | Jun                                 |                    |        |
| 2003 | Guzen nimo Saiaku na Shonen                    | A bully                             |                    |        |
| 2004 | The Locker 2                                   | Yosuke Shinohara                    |                    |        |
| 2004 | Kamachi                                        |                                     |                    |        |
| 2004 | The Taste of Tea                               | Matsuken                            |                    |        |
| 2005 | Linda Linda Linda                              | Makihara                            |                    |        |
| 2005 | Nana                                           | Shinichi "Shin" Okazaki             |                    |        |
| 2005 | Furyo Shonen no Yume                           | Hiroyuki Yoshiie                    | papel principal    |        |
| 2005 | Custom Made 10.30                              | Tamotsu/Shin-Getsu                  |                    |        |
| 2005 | Otoko-tachi no Yamato                          | Katsumi Kamio (15 years old)        |                    |        |
| 2006 | Oyayubi Sagashi                                | Tomohiko Igarashi                   |                    |        |
| 2006 | Death Note                                     | L                                   |                    |        |
| 2006 | Death Note 2: The Last Name                    | L                                   |                    |        |
| 2007 | Genghis Khan: To the Ends of the Earth and Sea | Juchi                               |                    |        |
| 2007 | Ten Nights of Dreams                           | Shōtarō                             | Anthology film     |        |
| 2007 | Shindo                                         | Wao                                 |                    |        |
| 2007 | Southbound                                     | Officer Niigaki                     |                    |        |
| 2007 | Tsubaki Sanjuro                                | Iori Isaka                          |                    |        |
| 2007 | Dolphin Blue: Fuji, mo Ichido Sora e           | Kazuya Uemura                       | papel principal    |        |
| 2008 | L: Change the World                            | L                                   | papel principal    |        |
| 2008 | Sex Is No Laughing Matter                      | Mirume                              | papel principal    |        |
| 2008 | Detroit Metal City                             | Souichi Negishi/Johannes Krauser II | papel principal    |        |
| 2009 | Kamui Gaiden                                   | Kamui                               | papel principal    |        |
| 2009 | Kaiji                                          | Makoto Sahara                       |                    |        |
| 2009 | Ultra Miracle Love Story                       | Yojin                               | papel principal    |        |
| 2010 | Norwegian Wood                                 | Toru Watanabe                       | papel principal    |        |
| 2010 | Memoirs of a Teenage Amnesiac                  | Yuji Miwa                           | papel principal    |        |
| 2011 | Gantz                                          | Masaru Kato                         | papel principal    |        |
| 2011 | Gantz: Perfect Answer                          | Masaru Kato                         | papel principal    |        |
| 2011 | My Back Page                                   | Umeyama                             | papel principal    |        |
| 2011 | Usagi Drop                                     | Daikichi Kawachi                    | papel principal    |        |
| 2012 | Train Brain Express                            | Kei Komachi                         | papel principal    |        |
| 2013 | The Kiyosu Conference                          | Hidemasa Hori                       |                    |        |
| 2014 | Homeland                                       | Jirō Sawada                         | papel principal    |        |
| 2014 | Climbing to Spring                             | Tōru Nagamine                       | papel principal    |        |
| 2015 | Chasuke's Journey                              | Chasuke                             | papel principal    |        |
| 2015 | The Emperor in August                          | Takeo Sasaki                        | aparición especial |        |
| 2016 | Rage                                           | Tetsuya Tashiro                     |                    |        |
| 2016 | Satoshi: A Move for Tomorrow                   | Satoshi Murayama                    | papel principal    |        |
| 2016 | Chinyūki: Tarō to Yukai na Nakama-tachi        | Tarō Yamada                         | papel principal    |        |
| 2016 | Something Like, Something Like It              | Defunetei Shinden                   | papel principal    |        |
| 2016 | Death Note: Light Up the New World             | L                                   | Cameo              |        |
| 2017 | Sekigahara                                     | Naoe Kanetsugu                      |                    |        |
| 2017 | Yurigokoro                                     | Yōsuke                              |                    |        |
| 2019 | Miyamoto                                       | Kazuo Jinbo                         |                    |        |
| 2020 | Mio's Cookbook                                 |                                     |                    |        |
| 2020 | Hotel Royal                                    |                                     |                    | [ 7 ]  |
| 2021 | Brave: Gunjō Senki                             | Oda Nobunaga                        |                    |        |
| 2021 | Blue                                           | Urita                               | papel principal    | [ 8 ]  |
| 2022 | Noise                                          | Jun Tanabe                          | papel principal    | [ 9 ]  |
| 2022 | Dreaming of the Meridian Arc                   | Kinoshita / Matakichi               |                    | [ 10 ] |
| 2022 | Riverside Mukolitta                            | Yamada                              | papel principal    | [ 11 ] |
| 2023 | Lost Care                                      | Munenori Shiba                      | papel principal    | [ 12 ] |

### Televisión
| Año  | Título                       | Papel             | Cadena   | Notas                        | Ref.          |
| ---- | ---------------------------- | ----------------- | -------- | ---------------------------- | ------------- |
| 2002 | Gokusen                      | Kenichi Mouri     | NTV      |                              |               |
| 2003 | Kids War 5                   | Yūta Kuroda       | TBS      |                              |               |
| 2005 | 1 Litre of Tears             | Yuji Kawamoto     | Fuji TV  |                              |               |
| 2006 | Tsubasa no Oreta Tenshitachi | Tarō / Shingo     | Fuji TV  |                              |               |
| 2006 | Sono 5 fun mae               | Yuka Takashi      | NHK      | papel principal              |               |
| 2007 | Sexy Voice and Robo          | Iichiro Sudo/Robo | NTV      | papel principal              |               |
| 2008 | Matsuda Spinoff              | L                 | NTV      |                              |               |
| 2009 | Zeni Geba                    | Gamagori Futaro   | NTV      | papel principal              |               |
| 2010 | Japanese Americans           | Hiramatsu Jiro    | TBS      |                              |               |
| 2012 | Taira no Kiyomori            | Taira no Kiyomori | NHK      | papel principal; Taiga drama |               |
| 2015 | Dokonjo Gaeru                | Hiroshi           | NTV      | papel principal              |               |
| 2015 | Futagashira                  | Benzō             | Wowow    | papel principal              |               |
| 2016 | Death Note: New Generation   | L                 | Hulu     | Cameo                        |               |
| 2017 | A Life                       | Sōta Igawa        | TBS      |                              |               |
| 2018 | Residential Complex          | Daiki Igarashi    | Fuji TV  |                              |               |
| 2018 | Miyamoto kara Kimi e         | Kazuo Jinbo       | TV Tokyo |                              | [ 13 ]        |
| 2019 | Shiroi Kyotō                 | Shuji Satomi      | TV Asahi | Miniserie                    |               |
| 2019 | Yuganda Hamon                | Mitazono          | NHK      |                              |               |
| 2020 | Komoribito                   | Masao             | NHK      | papel principal; TV movie    | [ 14 ]        |
| 2021 | Japan Sinks: People of Hope  | Koichi Tokiwa     | TBS      |                              | [ 15 ] [ 16 ] |
| 2023 | Dōsuru Ieyasu                | Honda Masanobu    | NHK      | papel principal              | [ 17 ]        |

### Manga y animación
| Año  | Título             | Papel           | Notas                 | Ref. |
| ---- | ------------------ | --------------- | --------------------- | ---- |
| 2006 | Death Note         | Gelus           | Episodio: "Koigokoro" |      |
| 2008 | Detroit Metal City | Makoto Hokazono | Cameo                 |      |
| 2019 | Promare            | Galo Thymos     | papel principal       |      |